# Jean Gustave Courcelle-Seneuil
Jean Gustave Courcelle-Seneuil   /ʒɑ̃ɡysˈtav kuʁˈsɛl səˈnœj/ (Vanxains, Francia, 22 de diciembre de 1813-París, Francia, 29 de junio de 1892) fue un connotado economista francés de la escuela del liberalismo. Participó en la creación de la política económica de la naciente República de Chile.

## Biografía
Estudió en el Colegio Real de Poitiers, posteriormente estudió derecho en la Universidad de París, y se tituló como abogado en 1835. Participó en la actividad política de su tiempo como redactor de la revista Journal des économistes.
Después del golpe de Estado del 2 de diciembre de 1851 viajó a América Latina, y fue contratado como profesor de economía política en la Universidad de Chile entre 1855 y 1863, y como asesor del Ministerio de Economía de Chile. Fue, además, profesor secundario en el Instituto Nacional.
Retornó a Francia en 1863. Fue nombrado Canciller de Estado (conseiller d’État) en 1879, fue maître de conférences en economía política en la Escuela Normal Superior (École normale supérieure) de París de 1881 en 1883, y miembro de la Academia de Ciencias Morales y Políticas (Académie des sciences morales et politiques) en 1882. 
Su obra Manuel des affaires, cuya primera edición 1855, es considerada como el primer tratado de gestión de empresas.

## Principales publicaciones
- Lettres à Édouard sur les révolutions (1834)
- Le Crédit et la banque, étude sur les réformes à introduire dans l'organisation de la Banque de France et des banques départementales, contenant un exposé de la constitution des banques américaines, écossaises, anglaises et françaises (1840).
- Traité théorique et pratique des opérations de banque (1853). Réédition : Adamant Media Corporation, 2002.
- Traité théorique et pratique des entreprises industrielles, commerciales et agricoles, ou Manuel des affaires (1855).
- Traité théorique et pratique d'économie politique (2 volumes, 1858).
- Études sur la science sociale (1862).
- Leçons élémentaires d'économie politique (1864).
- Traité sommaire d'économie politique (1865).
- La Banque libre, exposé des fonctions du commerce de banque et de son application à l'agriculture, suivi de divers écrits de controverse sur la liberté des banques (1867).
- Liberté et socialisme, ou Discussion des principes de l'organisation du travail industriel (1868).
- Traité élémentaire de comptabilité (1869).
- L'Héritage de la Révolution. Questions constitutionnelles (1872).
- Précis de morale rationnelle (1875)
- Protection et libre échange (1879) Texto en francés.
- Préparation à l'étude du droit, étude des principes (1887) Texto en francés.
- La Société moderne, études morales et politiques (1892).
- Conduite de la vie civilisée (1895).

Traducciones
- Principes d'économie politique de John Stuart Mill (1861).
- Des Devoirs respectifs des classes de la société de William Graham Sumner (1884).
- Richesse des nations d'Adam Smith (1888) Texto en francés.